# Le Gendarme, le Voleur et la Bonne
Pour plus de détails, voir Fiche technique et Distribution.
Le Gendarme, le Voleur et la Bonne (Guardia, ladro e cameriera) est un film italien réalisé par Steno, sorti en 1958.

## Synopsis
Une cambrioleur tombe amoureux de la domestique.

## Fiche technique
- Titre français : Le Gendarme, le Voleur et la Bonne[1]
- Titre original : Guardia, ladro e cameriera
- Réalisation : Steno
- Scénario : Steno, Lucio Fulci et Sandro Continenza
- Photographie : Riccardo Pallottini
- Musique : Lelio Luttazzi
- Production : Dino De Laurentiis
- Pays d'origine : Italie
- Format : Noir et blanc - Mono
- Genre : comédie
- Date de sortie :
  - Italie : 22 mars 1958
  - France : 18 septembre 1959[1]

## Distribution
- Gabriella Pallotta : Adalgisa Pellicciotti
- Nino Manfredi : Otello Cucchiaroni
- Fausto Cigliano : Amerigo Zappitelli
- Bice Valori : la Contesse
- Luciano Salce : le conte tedesco
- Marco Guglielmi : Franco
- Mario Carotenuto : le professeur